# Лудвиг Франц фон Цинцендорф
Лудвиг Франц фон Цинцендорф (на немски: Ludwig Franz Graf von Zinzendorf; * 23 март 1661, Виена) е граф, господар от род „Цинцендорф“ в Долна Австрия.

## Произход
Той е син на граф Йохан Фердинанд фон Цинцендорф (1628 – 1686) и третата му съпруга фрайин Ребека Регина Гингер фон и цу Грунпухел.

## Фамилия
Лудвиг Франц фон Цинцендорф се жени 1731 г. за графиня Мария Розина фон Ауершперг (1702 – 1746), внучка на Волфганг Максимилиан фон Ауершперг (1633 – 1705), дъщеря на граф Волфганг Фердинанд фон Ауершперг (1672 – 1711) и фрайин Анна Маргарета фон Цинцендорф (1676 – 1747). Бракът е бездетен.